# Babarc
Babarc là một thị trấn thuộc hạt Baranya, Hungary. Thị trấn này có diện tích 18,85 km², dân số năm 2010 là 746 người, mật độ 40 người/km².